# Josef Wicki
Josef Wicki SJ (* 30. Juni 1904 in Zürich; † 17. Februar 1993 in Feldkirch) war ein Schweizer Jesuit und Kirchen- und Missionshistoriker.

## Leben
Josef Wicki war der Sohn von Franz Wicki und dessen Ehefrau Rosa, geb. Witprächtiger.
Er trat 1922 in den Jesuitenorden in Tisis bei Feldkirch ein und studierte Philosophie am Berchmanskolleg in Pullach, anschließend studierte er Theologie an der Universität Barcelona und an der Universität Innsbruck; in Rom promovierte er zum Dr. theol.
In der Zeit von 1935 bis 1988 war er Mitarbeiter des Historischen Instituts des Jesuitenordens in Rom und kehrte 1988 in den Jesuitenorden nach Tisis zurück.
Josef Wicki befasste sich überwiegend mit der Geschichte der Jesuitenmission in Indien im 16. Jahrhundert, über die er die achtzehnbändige Documenta Indica, die er in der Zeit von 1948 bis 1988 verfasste, herausgab; er galt als Altmeister der Missionsgeschichte.

## Mitgliedschaften
Josef Wicki war Mitglied verschiedener historischer Akademien.

## Schriften (Auswahl)
- mit Georg Schurhammer (Hrsg.): Epistolae Sancti Francisci Xaverii aliaque eius scripta, zwei Bände. Societas Jesu, Rom 1944 und 1945.
- Die Mitbrüder Franz Xavers in Indien: Methode ihrer Heidenbekehrung und Unterweisung der Christen (1545-1552). Beckenried 1947.
- Documenta Indica. Institutum Historicum, 1948–1988.
- Auszüge aus den Briefen der Jesuitengeneräle an die Obern in Indien 1549–1613. Institutum Historicum, 1953.
- Das Jubiläum von 1550 in der überseeischen Jesuitenmissionen (Indien, Brasilien, Afrika). Institutum Historicum, 1956.
- Liste der Jesuiten-Indienfahrer: 1541–1758. Aschendorff, Münster 1967.
- Die Anfänge der Missionsprokur der Jesuiten in Lissabon bis 1580. Archivum Historicum Societatis Jesu, 1971.
- Das Schulwesen der Jesuiten in Portugiesisch-Indien 1599 bis 1759. 1986.